# Sent, Graubünden
Sent är en ort och en tidigare kommun i den schweiziska kantonen Graubünden. Sedan 2015 ingår den i kommunen Scuol.
Det traditionella språket i Sent är den rätoromanska dialekten vallader, men under 1900-talet slut har tyska språket vunnit allt större insteg och är numera modersmål för en tredjedel av invånarna. Skoleleverna undervisas dock på rätoromanska, vilket också var kommunens officiella administrationsspråk. 1576 gick kyrkan, som den sista i Nedre Engadin, över till den reformerta läran.